# 岡田浩
岡田 浩（おかだ ひろし、1968年10月 - ）は、日本の政治学者。専門は、選挙学・比較政治学・投票行動論。金沢大学人間社会学域法学類教授。

## 略歴
- 1992年3月：早稲田大学政治経済学部政治学科卒業
- 1994年9月：早稲田大学大学院博士課程政治研究科政治学専攻中退（取得学位＝修士[政治学]）
- 1994年10月～2001年4月：東北大学大学院情報科学研究科助手
- 2002年4月～2004年3月：釧路公立大学経済学部専任講師
- 2004年4月～2006年3月：釧路公立大学経済学部助教授
- 現在：金沢大学人間社会学域法学類教授

## 著書
- 政治変容のパースペクティブ　ミネルヴァ書房　2005/10　原著書　分担執筆　岡田　浩
- 比較政治学の将来　早稲田大学出版部　2006/11　分担執筆　岡田　浩
- 民主主義の国際比較　一藝社　2000/01　分担執筆　岡田　浩
- 二〇一三年参院選　アベノミクス選挙　ミネルヴァ書房　2016/12/20　原著書　分担執筆　岡田　浩　pp.53-68頁
- 二〇一二年衆院選　政権奪還選挙　ミネルヴァ書房　2016/05/10　原著書　分担執筆　岡田　浩　pp.161-185
- 論点　日本の政治　東京法令出版　2015/09　原著書　分担執筆
- 現代日本の政治－政治過程の理論と実際－　ミネルヴァ書房　2009/04　編著

## 論文
- 北陸新幹線が国政選挙に及ぼす影響　岡田　浩　金沢法学　60巻　2号　85-107頁　2018/03/01　査読無　原著論文　研究論文（学術雑誌）
- 党派性の地域的偏りの要因－「自民党王国」北陸・石川の検討－　金沢法学　59巻　1号　pp.27-48頁　2016/07/31
- 石川県白山市における「選挙に関する意識調査」報告書　足立研幾, 岡田浩　金沢法学　49巻　2号　63-77頁　2007/03　査読無　解説　研究論文（大学・研究所等紀要）
- 金沢市における「選挙に関する意識調査」報告書－選挙に関するメディア接触を中心に－　岡田　浩　金沢法学　50巻　2号　71-86頁　2008/03　査読無　解説　研究論文（大学・研究所等紀要）
- 金沢市における「選挙に関する意識調査」報告書－候補者イメージの投票行動への影響を中心に－　岡田　浩　金沢法学　53巻　2号　159-176頁　2011/03　査読無　解説　研究論文（大学・研究所等紀要）

## 所属学会
- 日本政治学会
- 日本選挙学会 理事(2016年〜2019年)
- 日本比較政治学会